# Galeodes subbarbarus
Espèce
Galeodes subbarbarus est une espèce de solifuges de la famille des Galeodidae.

## Distribution
Cette espèce est endémique d'Éthiopie.

## Description
Le mâle mesure 34,5 mm et la femelle 36,5 mm.

## Publication originale
- Caporiacco, 1941 : Arachnida (esc. Acarina). Missione Biologica Sagan-Omo, Reale Accademia d’Italia, Rome, vol. 12, Zoologia, no 6, p. 21-175.